# Impluvium

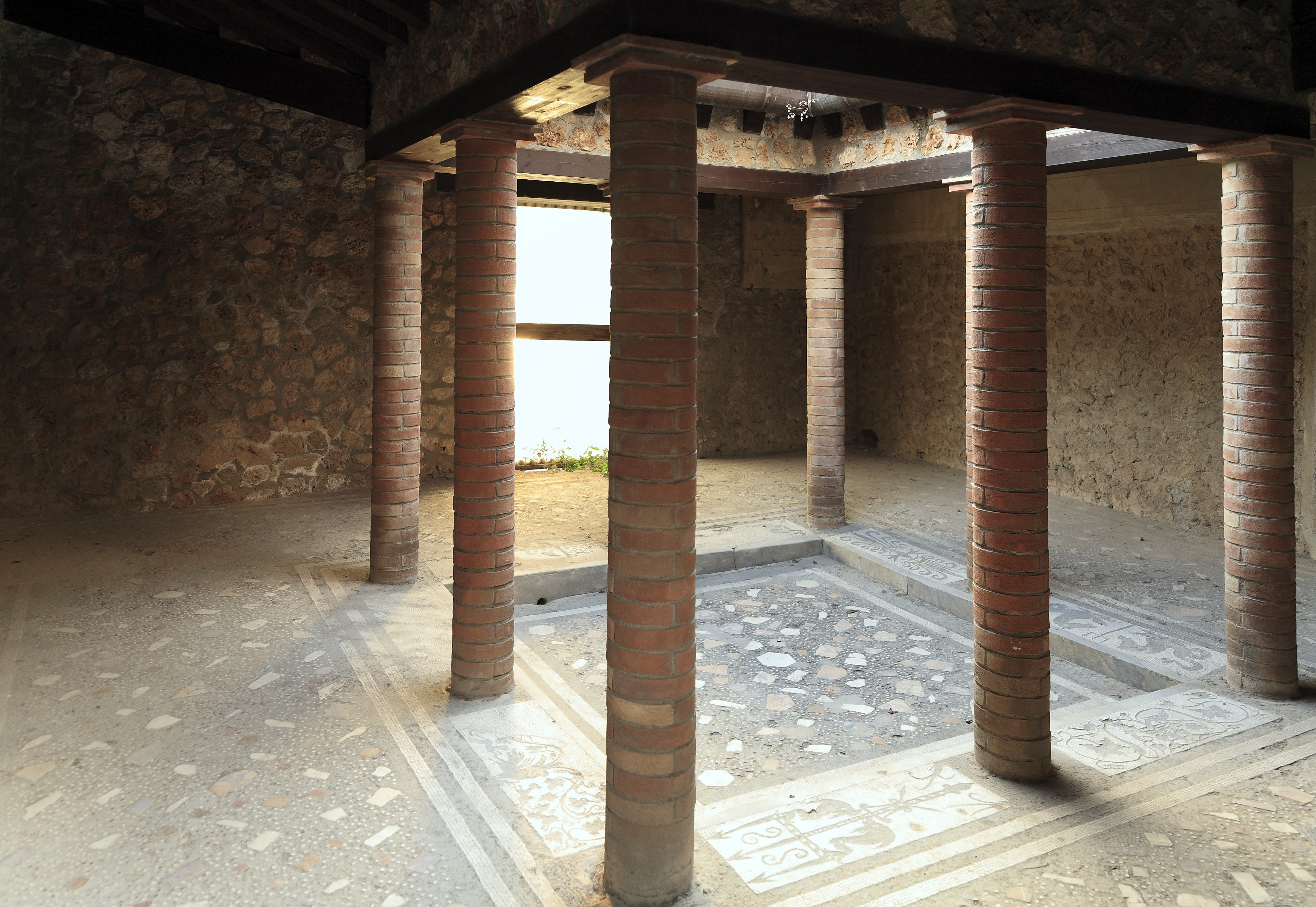
Impluvium im Haus des Menander

Das Impluvium (lat. im- = hinein-, herab-, pluvia = Regen) ist ein Wasserbecken im römischen Atrium, einem zentral gelegenen Raum in einem Wohnhaus des italischen Typs.
Das Impluvium ist ein rechteckiges, flaches Auffangbecken in der Mitte des Atriums unter dem Compluvium, der Dachöffnung des Atriums. Das Impluvium ist in der Regel etwa 30 cm tief und dient dazu, das von den umliegenden Dachflächen gesammelte und durch das Compluvium nach unten geleitete Regenwasser aufzufangen, das in einer Zisterne unter dem Impluvium gesammelt wird, von wo aus es durch ein Puteal am Rand des Impluviums geschöpft werden kann. Meistens ist das Impluvium mit Marmor verkleidet.